# Karner (Tulln an der Donau)

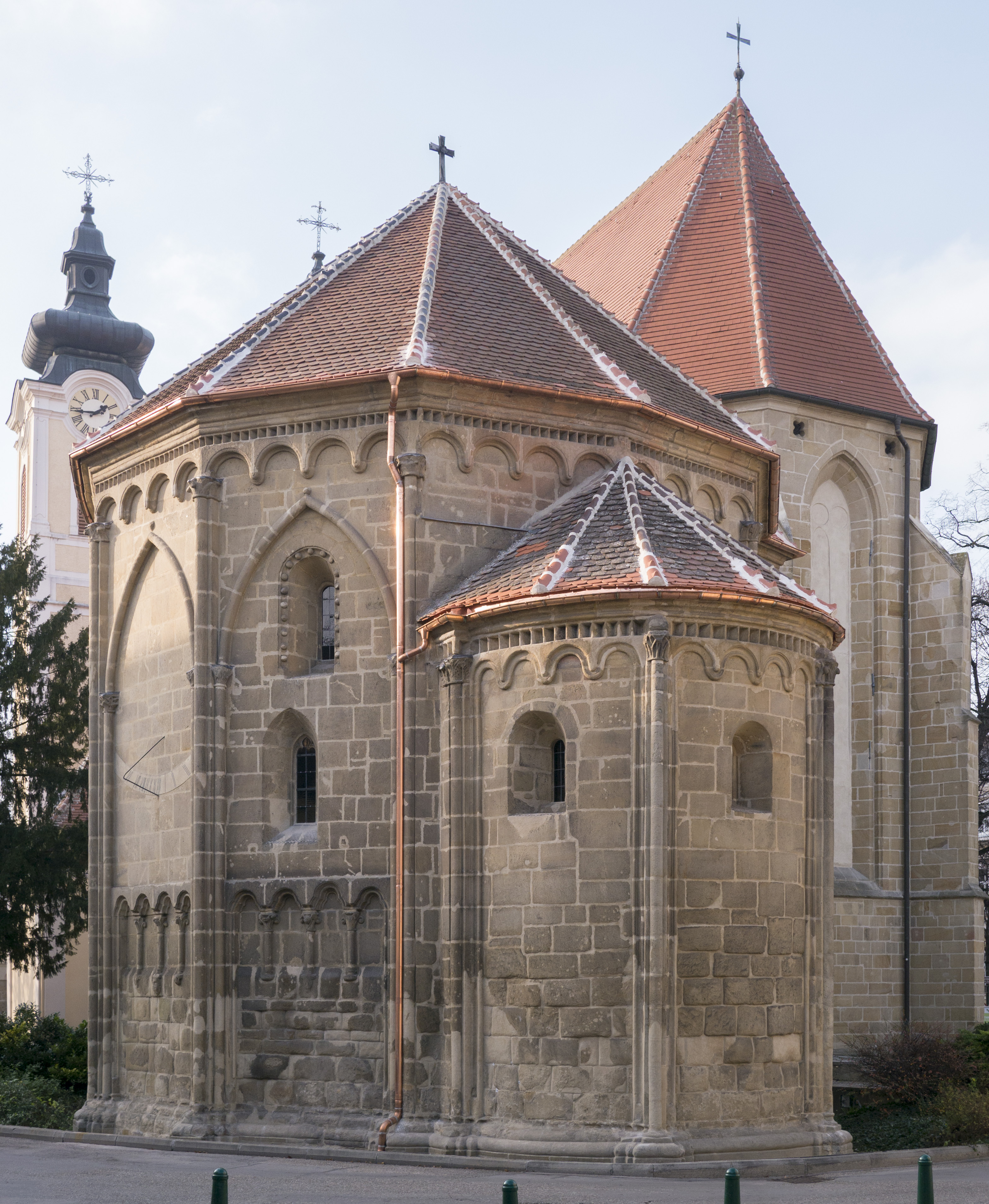
Der Karner vor der Pfarrkirche in Tulln an der Donau

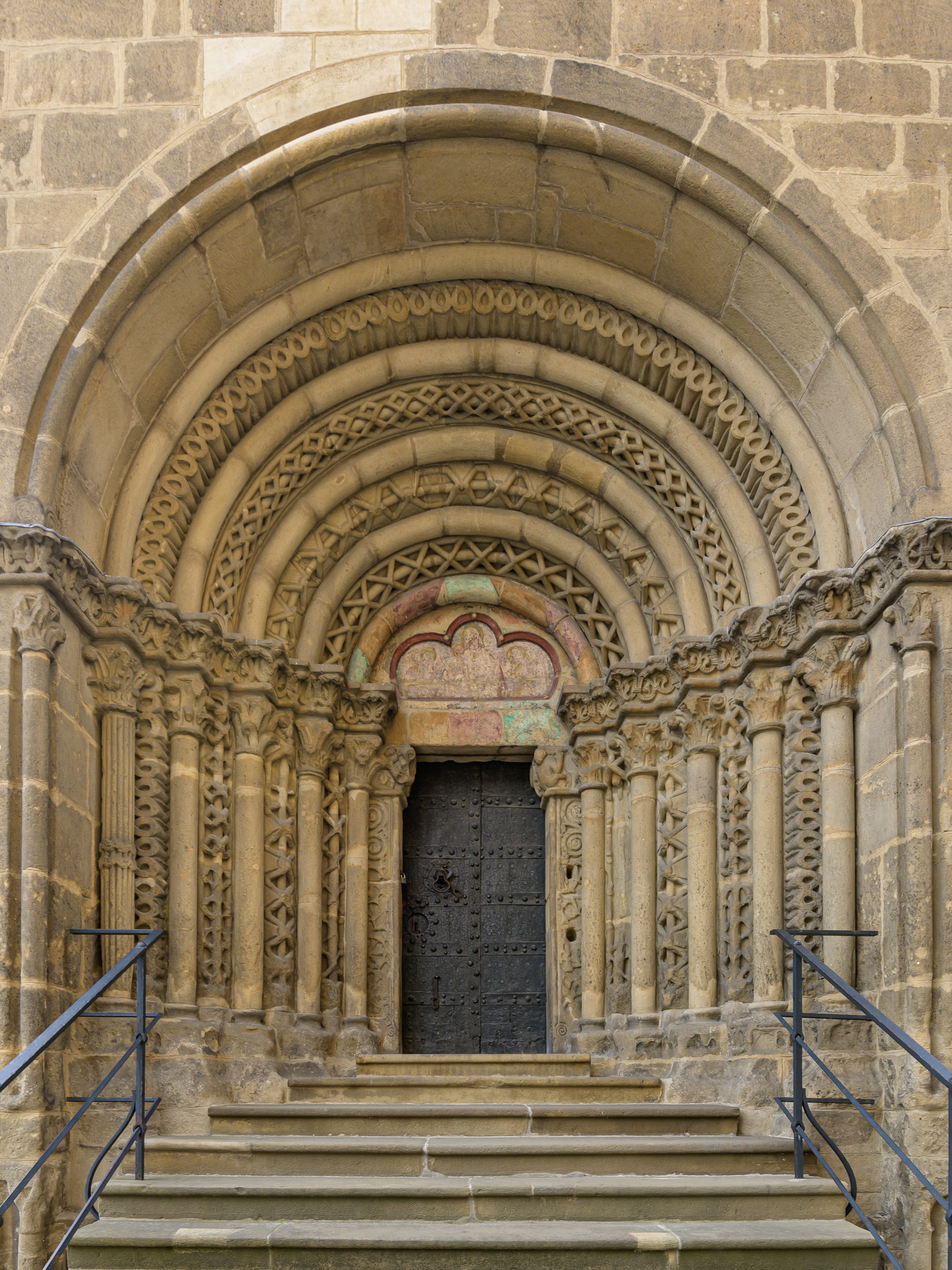
Das Portal

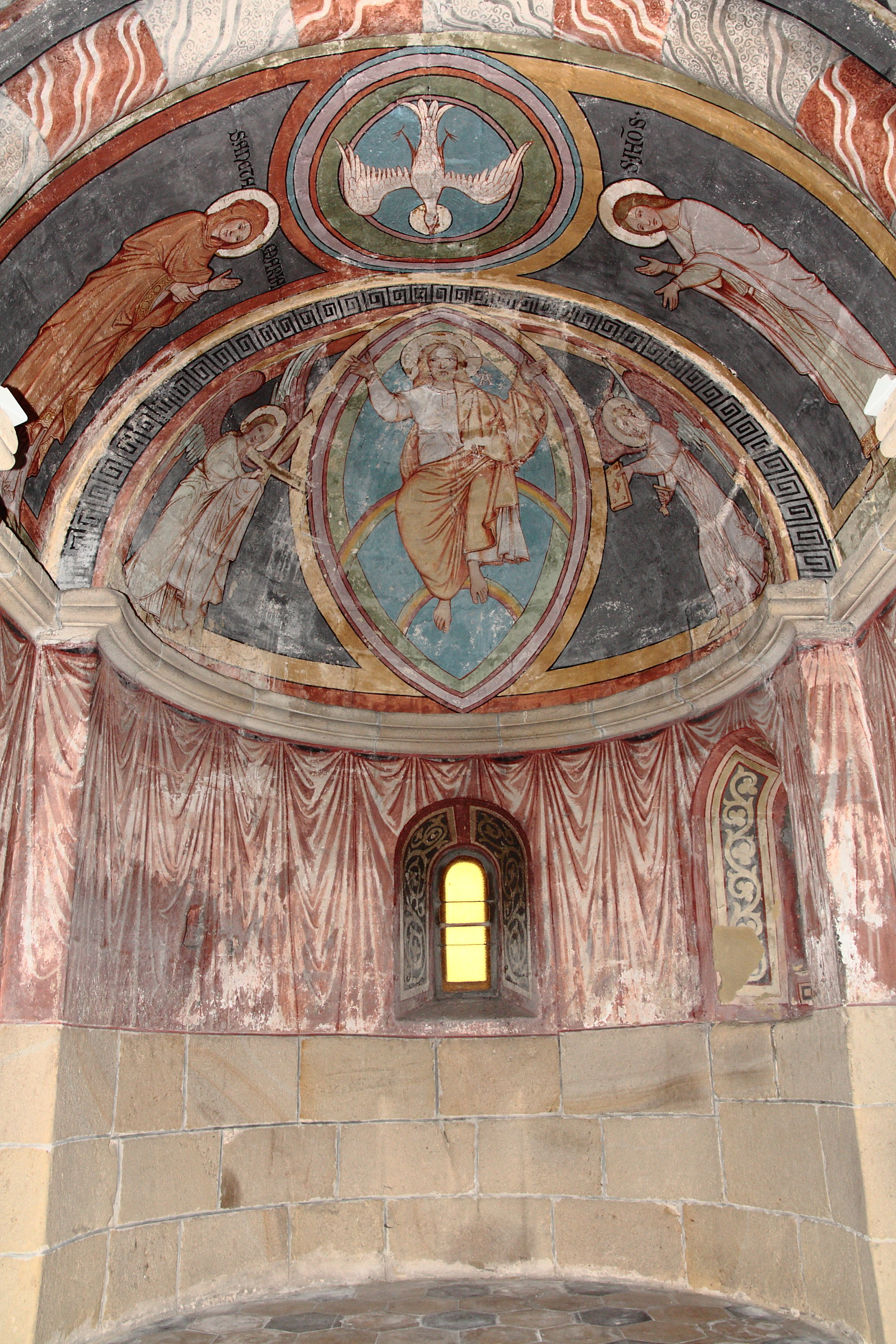
Die Nische der Apsis

Der Karner in Tulln an der Donau steht im ehemaligen Friedhof im Südosten der Pfarrkirche St. Stephan in der Kirchengasse 17 der Stadtgemeinde Tulln an der Donau in Niederösterreich. Der Karner steht unter Denkmalschutz (Listeneintrag).

## Geschichte
Urkundlich wurde das Jahr 1317 genannt. In der Reformationszeit wurde das Gebäude als Pulver- und Salzmagazin genutzt. Im Jahr 1752 wurde beim Stadtbrand das Dach beschädigt und 1760 neu gedeckt. Die Kapelle wurde 1787 säkularisiert und versteigert, jedoch durch Beschluss von Kaiser Joseph II. an die Pfarre zurückgegeben. 1797 diente das Gebäude als Lagerraum des k.u.k. Salzamtes und später als Militärlager.
1669 und 1873 erfolgten Renovierungen, 1974 eine Restaurierung.

## Architektur
Der bedeutende spätromanische und frühgotische Zentralbau ist ein zweigeschoßiger zweischaliger Kirchenbau aus Quadermauerwerk, außen mit einer elfseitigen und innen mit einer runden Grundfläche. Der Zentralbau hat eine nordöstliche Rundapsis und einen nordwestlichen Portalvorbau mit einer reichen Bauornamentik aus dem zweiten Viertel des 13. Jahrhunderts.
Das Kapellenäußere zeigt einen Polygonalbau mit einem profilierten Sockel und einem Pyramidendach. Die geschoßübergreifende Wandgliederung mit die Ecken betonenden Bündeldiensten mit Knospenkapitellen tragen mit den Hauptdiensten das profilierte Dachgesims mit Zahnschnittfries, welche wiederum vierteilige Blendarkaden tragen. Die Seitendienste bilden in ca. 2/3 der Fassadenhöhe spitzbogige Blendarkaden. An jeder zweiten Seitenfläche des Polygons gibt es ein trichterförmiges Rundbogenfenster mit einer kugelbesetzten Kehlung. Das Erdgeschoß zeigt kleeblattförmige Blendarkaden alternierend mit Halbsäulen mit Knospenkapitellen, die Basen zeigen teils figuralen Schmuck, oder es gibt Konsolen teils mit Kopfrelief. An der Südwestecke befindet sich im Mauerverband eine spätromanische Nische mit einer unidentifizierten Statue als sogenannte Stifterfigur, durch oftmalige Überarbeitung ein Torso.
Der Ossariumeingang hat ein stark verwittertes Stufenportal in einer rechteckigen profilierter Rahmung mit einem Kreuz-Tympanon. Im Nordosten gibt es eine dreiteilig gegliederte etwas niedrigere Rundapsis, mit Diensten, welche die unter dem Dachgesims verlaufenden Blendarkaden tragen. An der Nordseite gibt es über einem Viertelkreis Stufen, welche 1873 an Stelle eines Hügels, zu einem fünffachen Stufenportal innerhalb eines rechteckigen Mauervorbaus führen. Das Portal gilt als österreichischer Höhepunkt der Portalarchitektur der Spätromanik. Das Portal hat Säulen mit Knospenkapitellen, ein Säulenschaft ist faszienartig, sowie Pfosten mit normannischen plastischen Zackenmotiven, mit einem Schlingenfries als Arkaden durchlaufend, weiters Knospenpalmettenfries am gekehlten Kämpfersims. Das Kragsteinportal mit figural skulptierten Kragsteinen, am rechten Kragstein mit einer Sirene. Im Tympanon mit einem Kleeblattblendbogen befindet sich eine Wandmalerei Madonna flankiert von Engeln aus 1873. Das originale romanische Türblatt hat Eisenbeschläge und ein Schloss.
Das Kapelleninnere zeigt eine mit der äußeren Gliederung nicht übereinstimmende innere Wandgliederung. Die Portal- und Fensteröffnungen sind auf den Außenbau ausgerichtet, zeigen sich aber innen unregelmäßig. Das Ossarium im Untergeschoß hat über dem hohen Rechtecksockel vom Boden aufsteigende massige Bandrippen aus schweren Quadersteinen unter einem Kreuzgewölbe, im Gewölbe sind die Schalungsabdrücke sichtbar. Der Kapellenraum im Obergeschoß hat einen kreisrunden Grundriss, die Wand ist durch Dreiviertelsäulen mit Knospenkapitellen in sechs gleiche Felder geteilt, die Säulen tragen verkröpft über einem Sims die Rundwulstrippen der Kuppelkalotte, der Schlussstein des Gewölbes zeigt einen Doppeltotenschädel mit Oberschenkelknochen um ein Mundloch. Die Wandgliederung hat je zwei kleeblattbogige, von Freisäulchen getragene Blendbögen als Session mit kugelbesetzten Kehlungen. Neben dem Portal befindet sich ein Zugang zum Dachstuhl über eine kleine Spindeltreppe. Der rundbogige Triumphbogen ist auf Halbsäulen mit kräftig skulpierten Kapitellen angesetzt, links mit Hundeköpfen und rechts mit Knospen. Die Apsis hat ein kleines Rundbogenfenster. 

## Ausstattung
Der Kapellenraum hat Fresken. Die Wandmalerei entstand ursprünglich um 1300 und wurde 1873 von Franz Storno aus Ödenburg im Sinne des 19. Jahrhunderts mit einer Übermalung erneuert. Die Malerei zeigt in der Apsiskalotte Christus in der Mandorla thronend flankiert von zwei Engeln mit Attributen, in der Triumphbogenlaibung hl. Maria, Taube des Heiligen Geistes und hl. Johannes Evangelist und ganz oben den Erzengel Michael mit einem Drachen kämpfend. Das umlaufende Figurenfries vor blauem Grund mit einem grünen Boden zeigt die fünf törichten Jungfrauen mit Teufeln, die Verklärung der hl. Katharina, die Anbetung der Drei Könige, die fünf klugen Jungfrauen und darunter ein gemalter niedriger Rundbogenfries, mit Tieren und Fabelwesen besetzt.